# Trachyderes cingulatus
Trachyderes cingulatus là một loài bọ cánh cứng trong họ Cerambycidae.